# Norbert Huppertz
Norbert Huppertz (* 12. April 1938 in Konzen) ist ein deutscher Pädagoge, Buchautor und Professor an der Pädagogischen Hochschule Freiburg.
Huppertz studierte nach dem Abitur Philosophie, Pädagogik und klassische Philologie und promovierte an der Albert-Ludwigs-Universität Freiburg bei dem Husserl-Schüler Hans Reiner mit dem Thema Die Debitum-Problematik bei Thomas von Aquin. 
Zu seinen Arbeitsschwerpunkten zählen unter anderem Theoriebildung in der Sozialpädagogik (Partial-holistischer Ansatz), Elementarpädagogik und Wertethische Grundlagen der Pädagogik.
Huppertz ist verheiratet und Vater von vier Kindern.

## Forschungsmethodische Position
Unter Leitung von Norbert Huppertz wurde 1985/86 an der Pädagogischen Hochschule Freiburg im Rahmen mehrerer Forschungsarbeiten das partial-holistische Theoriebildungskonzept entwickelt.
Der Partial-Holismus (latein.: pars „der Teil“ und griech.: holon „das Ganze“) ist die Lehre von der Betrachtung und Erforschung des Details (partial), ohne dabei dessen Verbindung zu seinem Ganzen (holistisch) außer Acht zu lassen. Die partial-holistische Position zeichnet sich dadurch aus, dass soziale Problemstellungen als solche behandelt, jedoch auch in ihrer gesellschaftlich wie auch globalen Verknüpfung betrachtet werden. Der partial-holistische Ansatz berücksichtigt wichtige Erkenntnisse der bereits bestehenden Forschungslinien (Phänomenologie, Hermeneutik, Empirie, Dialektik, Aktionsforschung etc.). In ihrer Umsetzung verfügt diese Denk- und Forschungsposition über ein ausgeprägtes Anforderungsprofil und verlangt eine hohe Praxisrelevanz. In der sozialen Praxis bedeutet die Arbeit mit dieser Forschungsposition: das und den Einzelnen sehen, aber immer sein soziales Ganzes mit bedenken.
Ziel der partial-holistischen Forschung: die Kluft zwischen Theorie und Praxis überwinden und so zu einer umfassenden Theoriebildung gelangen.

## Kindergarten- und Vorschulpädagogik
Norbert Huppertz hat 1990 den Lebensbezogenen Ansatz begründet. Der Ursprung des Lebensbezogenen Ansatzes basiert auf der Erkenntnis, dass bereits vorhandene Ansätze und Kindergartenkonzepte im Hinblick auf eine fundierte Bildung in der Frühpädagogik nicht ausreichend strukturiert sind.
Der Lebensbezogene Ansatz ist ein Bildungsansatz der frühen Kindheit, in dessen Zentrum das Leben und Lernen des Kindes steht. Das bedeutet, dass durch die wertebezogenen Erziehungs- und Bildungsziele das Kind zu folgenden Einstellungen für sein gegenwärtiges und zukünftiges Leben gelangt:
- Weltbürgerlichkeit (Erde und Welt gehören allen)
- Natur- und Umweltbewusstsein (Natur und Umwelt schätzen und schützen = ökologische Erziehung)
- Friedensfähigkeit (erfreuliche Beziehungen und Versöhntsein gegenüber anderen)
- Sicht des Ganzen
- Erleben in der Wirklichkeit (kein übertriebener Medieneinsatz)

Der Lebensbezogene Ansatz wurde in zahlreichen Einrichtungen erprobt und mehrfach evaluiert.
Als wissenschaftliche Basis liegt dem Lebensbezogenen Ansatz der Partial-Holismus zugrunde.

## Veröffentlichungen (Auswahl)
- Grundfragen der Pädagogik: Eine Einführung fur sozialpädagogische Berufe, gemeinsam mit Engelbert Schinzler, Bardtenschlager Verlag, 1988, ISBN 3762301115
- Supervision. Analyse eines problematischen Kapitels der Sozialarbeit. Neuwied: Luchterhand (Kritische Texte Sozialarbeit, Sozialpädagogik, soziale Probleme), ISBN 3-472-58025-9
- Erleben und Bilden im Kindergarten: der lebensbezogene Ansatz als Modell für die Planung der Arbeit, Herder, 1992, ISBN 3-451-22544-1
- Elternarbeit vom Kindergarten aus: didaktische und methodische Möglichkeiten in der Sozialpädagogik, Herder, 1992, ISBN 3-451-09011-2
- Theorie und Forschung in der Sozialen Arbeit (Hrsg.), Luchterhand, 1998, ISBN 3-472-03127-1
- Hortpädagogik: eine Einführung in Theorie und Praxis, PAIS-Verlag, 1999, ISBN 3-931992-07-1
- Der lebensbezogene Ansatz im Kindergarten, Herder, 2003, ISBN 3-451-28144-9
- Handbuch Waldkindergarten: Konzeption – Methodik – Erfahrungen, PAIS-Verlag, 2004, ISBN 3-931992-18-7
- Der Brief der hl. Edith Stein. Von der Phänomenologie zur Hermeneutik, PAIS-Verlag, 2010, ISBN 978-3-931992-26-2